# Teresa Chłapowska

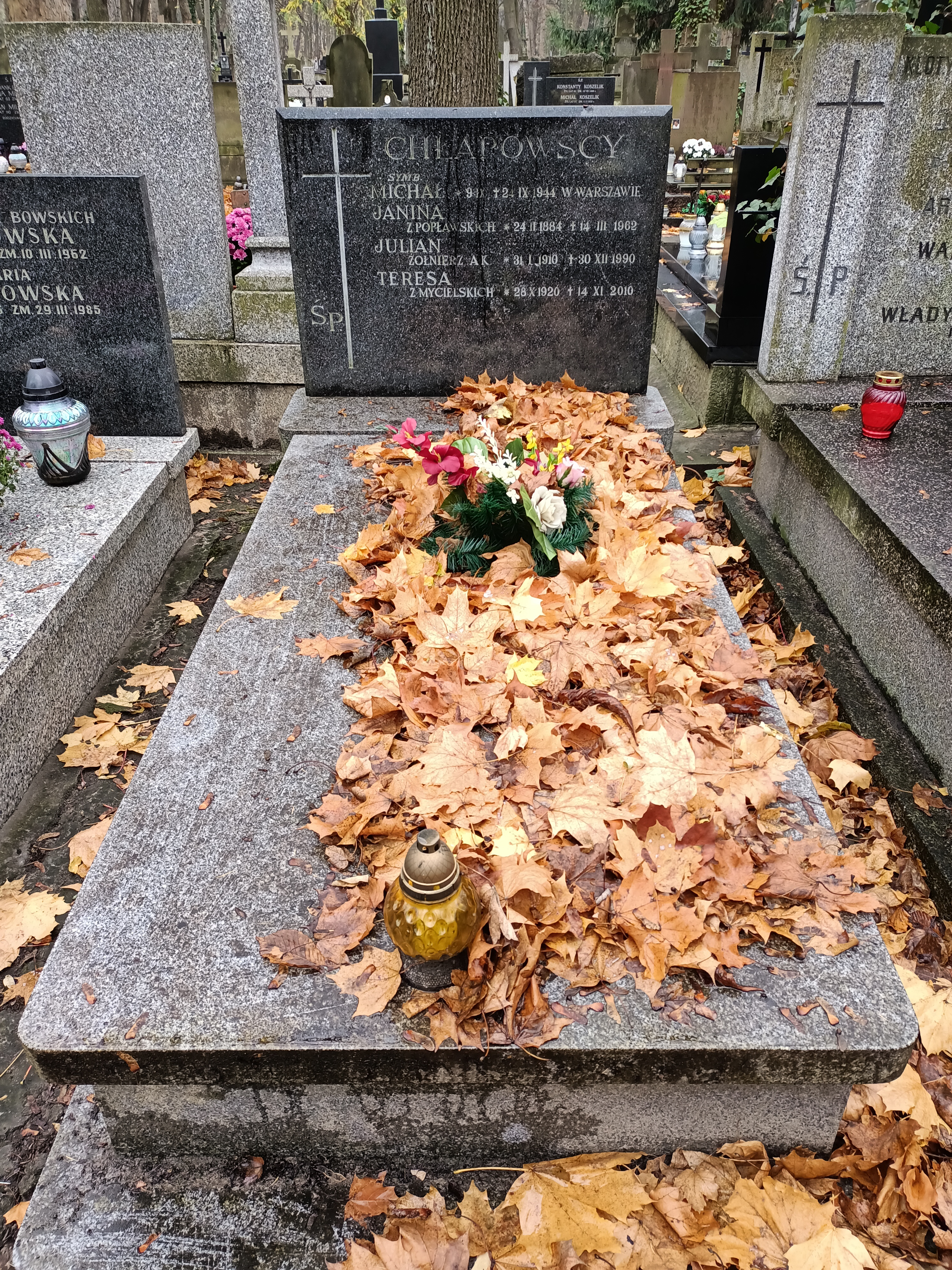
Grób Teresy Chłapowskiej na cmentarzu Powązkowskim

Teresa Chłapowska z d. Mycielska (ur. 28 października 1920 w Warszawie, zm. 14 listopada 2010 tamże) − polska tłumaczka szwedzkojęzycznej literatury pięknej dla dzieci i dorosłych, rzeźbiarka.

## Życiorys
W latach 1938–1939 studiowała w Szkole Sztuk Pięknych im. Blanki Mercère. W czasie II wojny światowej łączniczka Związku Walki Zbrojnej. W latach 1940–1941 więziona na Pawiaku, gdzie działała w tzw. siatce wewnętrznej. Potem studiowała historię sztuki na tajnych kompletach, jak również uczyła się rzeźby w pracowni prof. Zofii Trzcińskiej-Kamińskiej i rysunku u prof. Zygmunta Kamińskiego. 
Po wojnie wyjechała z mężem Julianem Chłapowskim najpierw do Szwecji, a potem do Czechosłowacji, gdzie mieszkali cztery lata. W latach 1950–1953 studiowała w Akademii Sztuk Pięknych w Pradze. Po powrocie do Polski w 1953 roku pracowała jako rzeźbiarka, m.in. przy rekonstrukcji rzeźbiarskiej Teatru Wielkiego, później zamku w Baranowie Sandomierskim oraz Zamku Królewskiego w Warszawie. W latach 1981–1983 działała w Prymasowskim Komitecie Pomocy Osobom Pozbawionym Wolności i Ich Rodzinom. Była członkinią Zarządu Głównego Stowarzyszenia Pisarzy Polskich (1993–1996) oraz Zarządu Bałtyckiego Centrum Pisarzy i Tłumaczy w Visby.
Pochowana na cmentarzu na Powązkach.

## Tłumaczenia
Inga Borg
- Niezwykły dzień Agnieszki. Warszawa: Nasza Księgarnia, 1969.

Carina Burman
- Mój nie-świętej pamięci brat Jean Hendrich. Warszawa: Klio, 1999.

Maria Gripe
- Dzieci szklarza. Warszawa: Nasza Księgarnia, 1983.
- Córka Taty Pellerina. Warszawa: Nasza Księgarnia, 1986.
- Żuki latają o zmierzchu. Warszawa: Nasza Księgarnia, 1991.

Åke Holmberg
- Latający detektyw. Warszawa: Nasza Księgarnia, 1967.
- Detektyw na pustyni. Warszawa: Nasza Księgarnia, 1975.
- Ture Sventon w Sztokholmie. Warszawa: Nasza Księgarnia, 1976.

Tove Jansson
- Kometa nad Doliną Muminków. Warszawa: Nasza Księgarnia, 1977.
- Tatuś Muminka i morze. Warszawa: Nasza Księgarnia, 1977.
- Pamiętniki Tatusia Muminka. Warszawa: Nasza Księgarnia, 1978.
- Kto pocieszy Maciupka? Warszawa: Nasza Księgarnia, 1980.
- Dolina Muminków w listopadzie. Warszawa: Nasza Księgarnia, 1980.
- Niebezpieczna podróż. Warszawa: Nasza Księgarnia, 1986.
- Kamienne Pole. Warszawa: Młodzieżowa Agencja Wydawnicza, 1989.
- Podróż z małym bagażem. Warszawa: Waza, 1994.
- Małe trolle i duża powódź. Warszawa: Nasza Księgarnia, 1995.
- Córka rzeźbiarza. Gdańsk: Słowo/Obraz Terytoria, 1999.
- Mądrości z Doliny Muminków: wszystko, co dobre dla brzuszka, jest miłe. Warszawa: Nasza Księgarnia, 2005.
- Wielka księga Pippi. Warszawa: Nasza Księgarnia, 2006.

Gösta Knutsson
- Nalle, wesoły niedźwiadek. Warszawa: Nasza Księgarnia, 1961.
- Nalle niedźwiadek działa. Warszawa: Nasza Księgarnia, 1963.
- Nalle podróżuje. Warszawa: Nasza Księgarnia, 1972.

Selma Lagerlöf
- Cudowna podróż. Warszawa: Nasza Księgarnia, 1998.

Astrid Lindgren
- Fizia Pończoszanka wchodzi na pokład. Warszawa: Nasza Księgarnia, 1984.
- Fizia Pończoszanka na południowym Pacyfiku. Warszawa: Nasza Księgarnia, 1984.
- Bracia Lwie Serce. Warszawa: Nasza Księgarnia, 1985.
- Latający szpieg czy Karlsson z Dachu. Warszawa: Nasza Księgarnia, 1994.
- Pippi na wyspie Kurrekurredutt. Poznań: Zakamarki, 2008.

Marita Lindquist
- Jak ty piszesz, Kotten? Warszawa: Nasza Księgarnia, 1979.
- Poradzisz sobie Kotten! Warszawa: Nasza Księgarnia, 1980.

Hans Peterson
- Magnus i wiewiórka. Poznań: Wydawnictwo Poznańskie, 1974.
- Magnus w porcie. Poznań: Wydawnictwo Poznańskie, 1975.
- Magnus, Mateusz i koń. Poznań: Wydawnictwo Poznańskie, 1975.
- Magnus w niebezpieczeństwie. Poznań: Wydawnictwo Poznańskie, 1980.
- Magnus i pies pokładowy Jack. Poznań: Wydawnictwo Poznańskie, 1981.

Irmelin Sandman Lilius
- Jednorożec. Warszawa: Nasza Księgarnia, 1977.
- Królowa sola. Warszawa: Nasza Księgarnia, 1984.